# Golfe de Porto
Le golfe de Porto est un golfe de la mer Méditerranée qui se situe sur la façade occidentale de la Corse, en France. Le littoral du golfe fait partie du parc naturel régional de Corse. Le golfe est partagé entre les anciennes pièves de Sia (rivage nord) et Salogna (rivage sud).

## Géographie

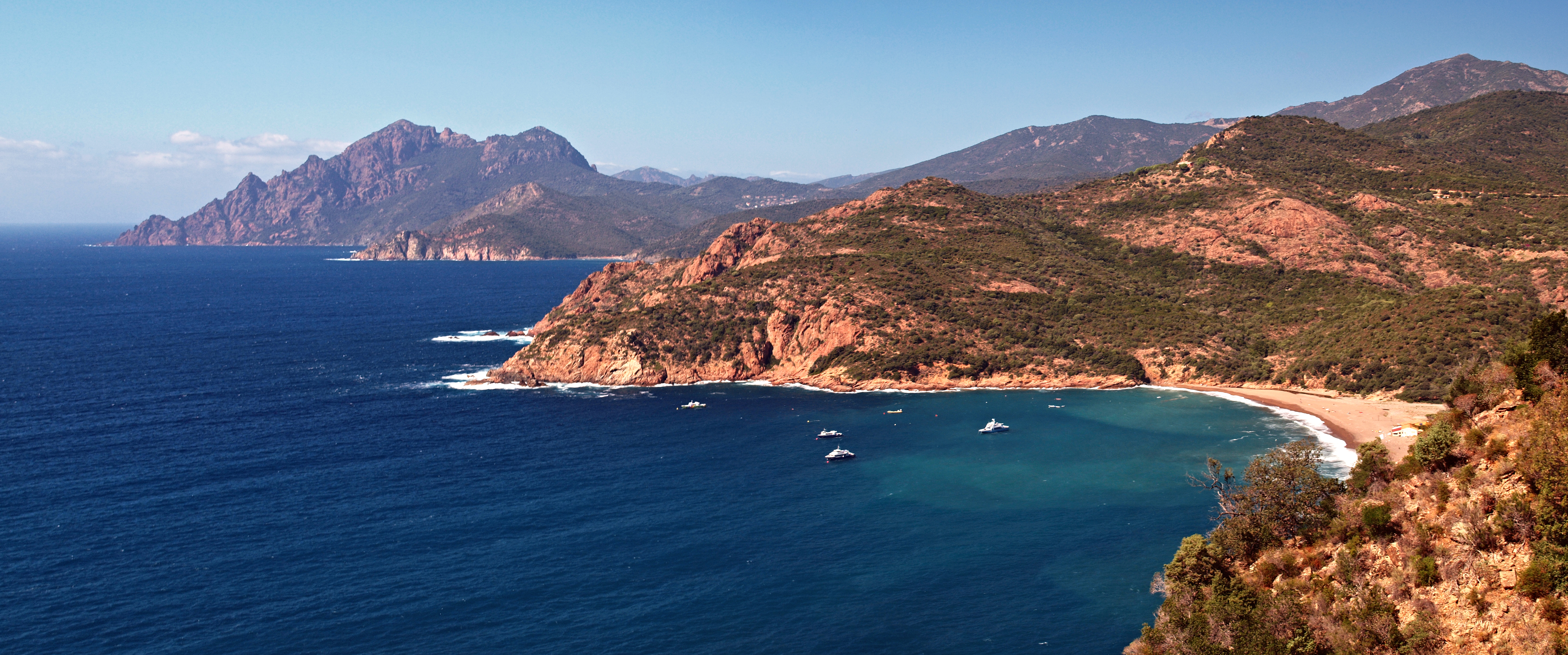
Littoral nord du golfe

### Situation

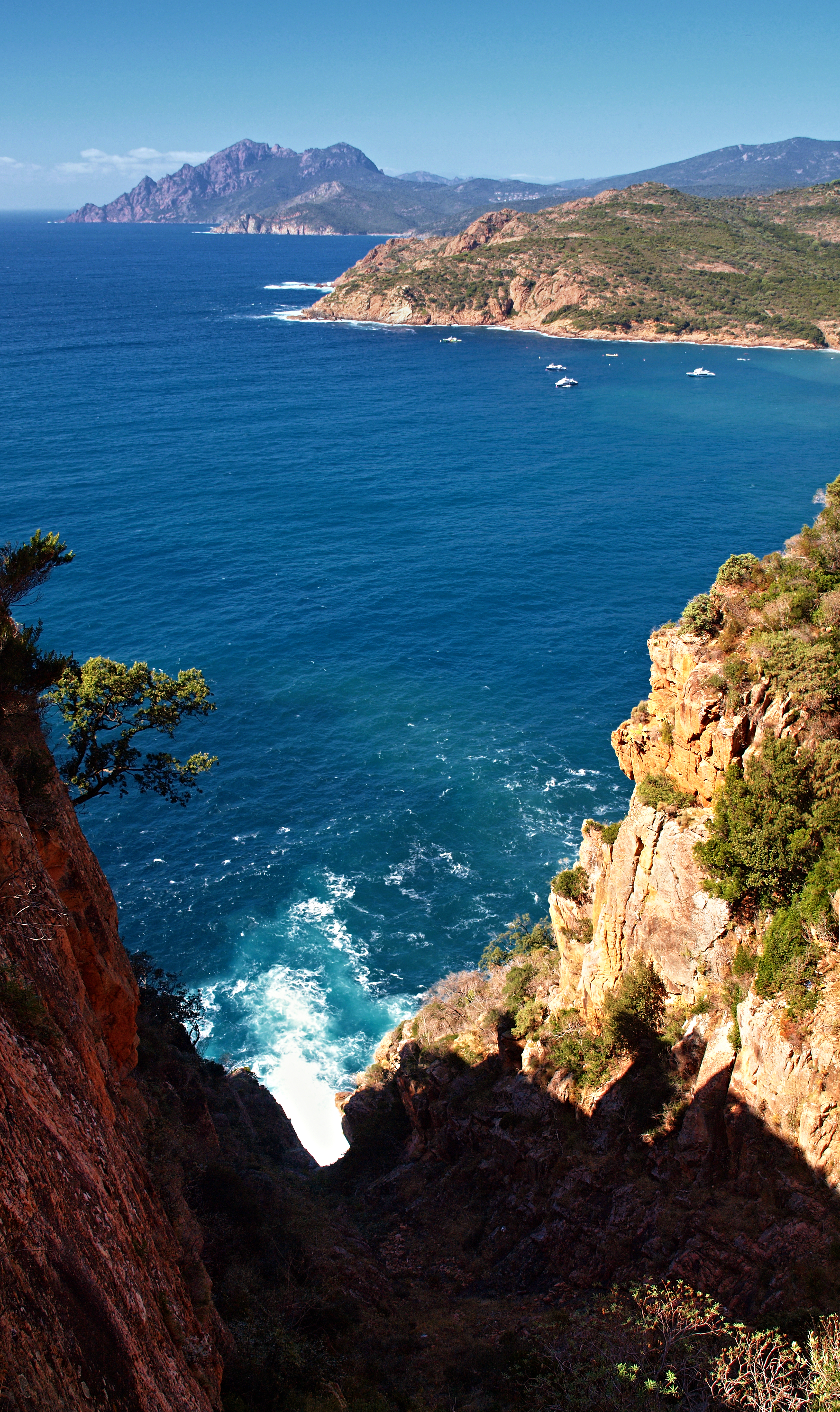
La côte au nord du golfe

Géographiquement, il est délimité au nord par la Punta â Scopa (Osani) et au sud par le Capu Rossu (Piana). Ses rives sont composées, au nord des façades maritimes des communes d'Osani, de Partinello et de Serriera, et au sud par le littoral nord de Piana. Le fond du golfe appartient à la commune d'Ota, avec Porto, sa tour génoise et sa plage à l'embouchure de la rivière Porto.

### Géologie
Sa géologie particulière est constituée de roches volcaniques faisant partie de l'ensemble appelé « Corse cristalline », à roches magmatiques, qui couvre les deux tiers de l'île, à l'ouest de la ligne partant de Calvi et rejoignant Solenzara.
Elle était autrefois géologiquement rattaché à la Provence au niveau du massif de l'Esterel.

## Patrimoine mondial
Le golfe ainsi que les calanques de Piana, le golfe de Girolata et la réserve de Scandola plus au nord, sont inscrits depuis 1983 sur la liste du patrimoine mondial.
Le nom de golfe de Porto : calanques de Piana, golfe de Girolata, réserve de Scandola proposé par les autorités françaises pour remplacer le nom de « les Caps de Girolata et de Porto et réserve naturelle de Scandola, calanches de Piana en Corse », a été approuvé par l'UNESCO.

« La réserve, qui fait partie du parc naturel régional de Corse, occupe la presqu'île de la Scandola, impressionnant massif de porphyre aux formes tourmentées. Sa végétation est un remarquable exemple de maquis. On y trouve des goélands, des cormorans et des aigles de mer. Les eaux transparentes, aux îlots et aux grottes inaccessibles, abritent une riche vie marine. »

— UNESCO,  site de l'UNESCO
Dans une note de son récit de voyage Excursions en Corse édité en 1891, le prince Roland Bonaparte décrit le site ainsi : 

« Au col de Parma, le paysage devient féerique : on a à ses pieds les eaux calmes du golfe de Girolata... Ce golfe étonne par la sauvagerie de ses côtes escarpées et la brusquerie de ses découpures. Il est ceint tout entier d'une muraille sanglante de granit rouge, et dans la mer bleue ces rochers écarlates se reflètent... Le golfe de Porto, que l'on découvre ensuite après avoir franchi le petit col de la Croix, est encore beaucoup plus beau... Les rochers noirs alternent avec les granits rouges et donnent un cachet particulier à toute cette région, sans aucun doute, une des plus belles de Corse, pour celui qui n'est pas l'ennemi des couleurs flamboyantes et de la nature sauvage... La route qui suit la côte sud du golfe s'élève assez rapidement à travers une série de ravins aux pentes abruptes et remplies d'une végétation des plus luxuriantes. On dirait des cascades de verdure se précipitant dans le golfe, aux eaux bleues frangées d'écume. C'est le maquis, l'impénétrable maquis, formé de chênes verts, de genévriers, d'arbousiers, de lentisques, d'alaternes, de bruyères, de lauriers-thyms, de myrtes et de buis, que relient entre eux, les mêlant comme des chevelures, les clématites enlaçantes, des fougères monstrueuses, des chèvrefeuilles, des cistes, des romarins, des lavandes, des ronces, jetant sur le dos des monts une inextricable toison. Cette forêt qui cesse au bout d'une heure de montée, est dominée par une arête de rochers curieusement découpés en vastes aiguilles dénudées, s'élevant d'un seul jet au-dessus de cet océan de verdure qui ne se termine qu'au niveau de la mer... La route qui traverse cette région appelée Calanche, s'accroche pour ainsi dire aux parois des rochers ; de grands murs de soutènement ou des ponts la conduisent aux étroites échancrures taillées dans les rochers et qui font communiquer toutes ces étroites vallées tombant dans la mer au milieu d'éboulements de pierres, qui de loin ressemblent à des scories, tellement elles sont boursouflées et remplies de cavités, souvent pleines d'une terre rougeâtre où poussent quelques brins d'herbe. Au moment où nous entrâmes au milieu de cette forêt de granit pourpré, le soleil venait de disparaître derrière la ligne d'horizon... Nous avancions dans un clair-obscur qui faisait ressortir davantage les dentelures des crêtes rocheuses, se projetant sur le fond jaune d'or du ciel qui, au-dessus de nos têtes, passait par toutes les nuances du bleu pour arriver au noir... »

— Prince Roland Bonaparte - Une excursion en Corse - À compte d’auteur 1891

## Histoire

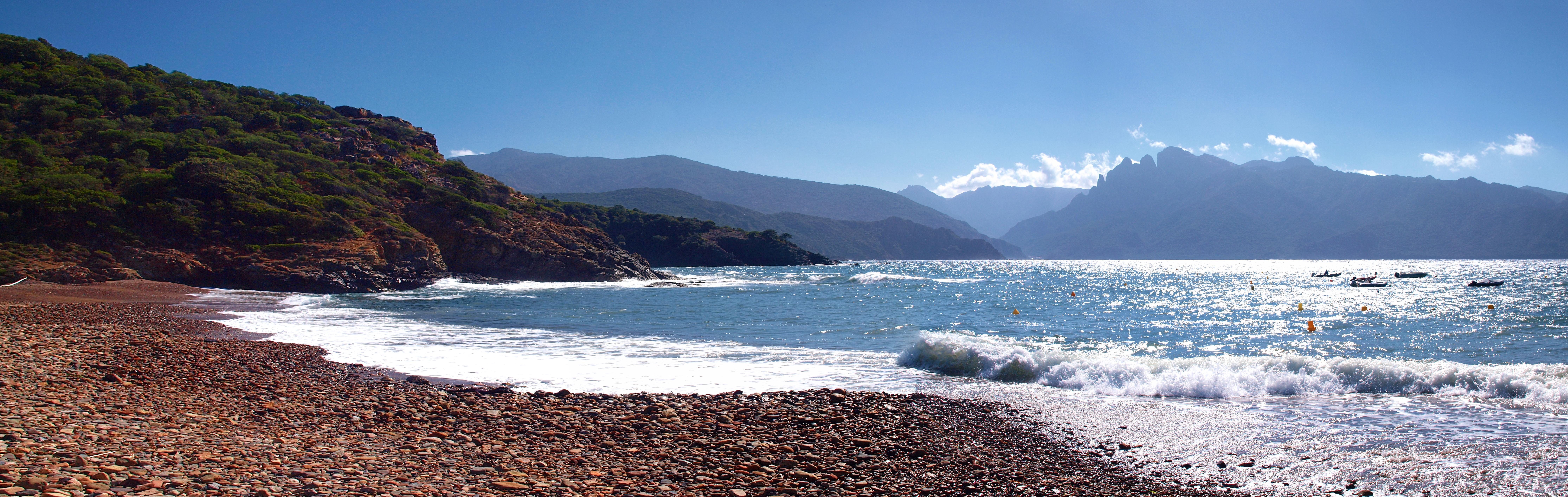
Le fond du golfe

La région Porto-Piana a été longtemps assimilée à un désert démographique. « La prédominance de reliefs très accidentés, la fréquence des épidémies affectant jadis la Corse (mentionnons, entre autres, la grande peste de 1348 décimant la population de l'île, si l'on en croit le chroniqueur florentin Giovanni Villani ou encore celles de 1450, 1498, 1525, 1528, 1529 ou 1580...), des récessions économiques (disettes successives et famines mentionnées par les sources du XVIe siècle au XVIIIe siècle) et, avant tout, l'histoire tourmentée de ce territoire expliquent, essentiellement, ce trait du peuplement. ».
Au Moyen Âge, quelques communautés habitaient cette région ; mais elle fut définitivement abandonnée vers le milieu du XVIe siècle.
Elle était alors sous la seigneurie des Leca, impliqués dans les guerres de Cinarchesi. À la fin du XVe siècle, la région connut la période des guerres de Giovan Paolo di Leca.
Après les guerres du XVIe siècle, durant la seconde moitié du XVIe siècle, les Turcs, assaillant régulièrement les côtes de la région, réussirent à éliminer des villages entiers comme Paomia ou Revinda. À la fin du XVIe siècle, les basses terres sont définitivement abandonnées. « Ainsi en est-il du Sia, de la piève de Salogna, ruinée, ou de celle de Paomia, totalement désertée en 1584 ».
De la domination génoise de l'époque, il reste à la région des édifices très bien conservés dont les deux les plus représentatifs sont ceux édifiés par Dumenico Giustiniani : le fortin du village de Girolata qui fut construit en 1551, restauré en 1610 et à proximité duquel fut capturé et emprisonné le célèbre pirate turc Dragut en 1540 ; mais aussi la tour génoise de Porto, une des quatre tours carrées de l'île, qui fut construite en 1552 et rénovée en 1992. En effet, elle fut détruite par une explosion de la réserve de poudre.
Malgré ces fortifications, la côte du golfe de Porto subit toujours, au XVIIe siècle, de gros problèmes de défense. C'est alors que les populations des villages de montagne qui possédaient des terrains sur le littoral firent pression pour obtenir la construction d'un nombre plus important d'édifices. Ils rebâtirent une tour à Sagone, futur dépôt de bois pour les exploitants de la forêt de Valdu Niellu.
Au début du XVIIe siècle seront construites « six nouvelles tours : Omigna, Cargèse, Orchinu, Cavi Rossi, Gargalo et Imbuto. Celles-ci sont édifiées entre 1605 et 1611 sous la direction du "gentilhomme" Anton Giovanni Sarola ».
À cette même période, les autorités de Gênes développeront une politique de concession, aboutissant notamment à la constitution à Cargèse d’une colonie grecque qui sera à l'origine de tensions avec les populations environnantes.
C’est également à cette période que Vico se retrouvera sur un plan plus important, avec la séparation de sa juridiction de celle d’Ajaccio au début des années 1660 et la création d’un Palais public.

## Galerie

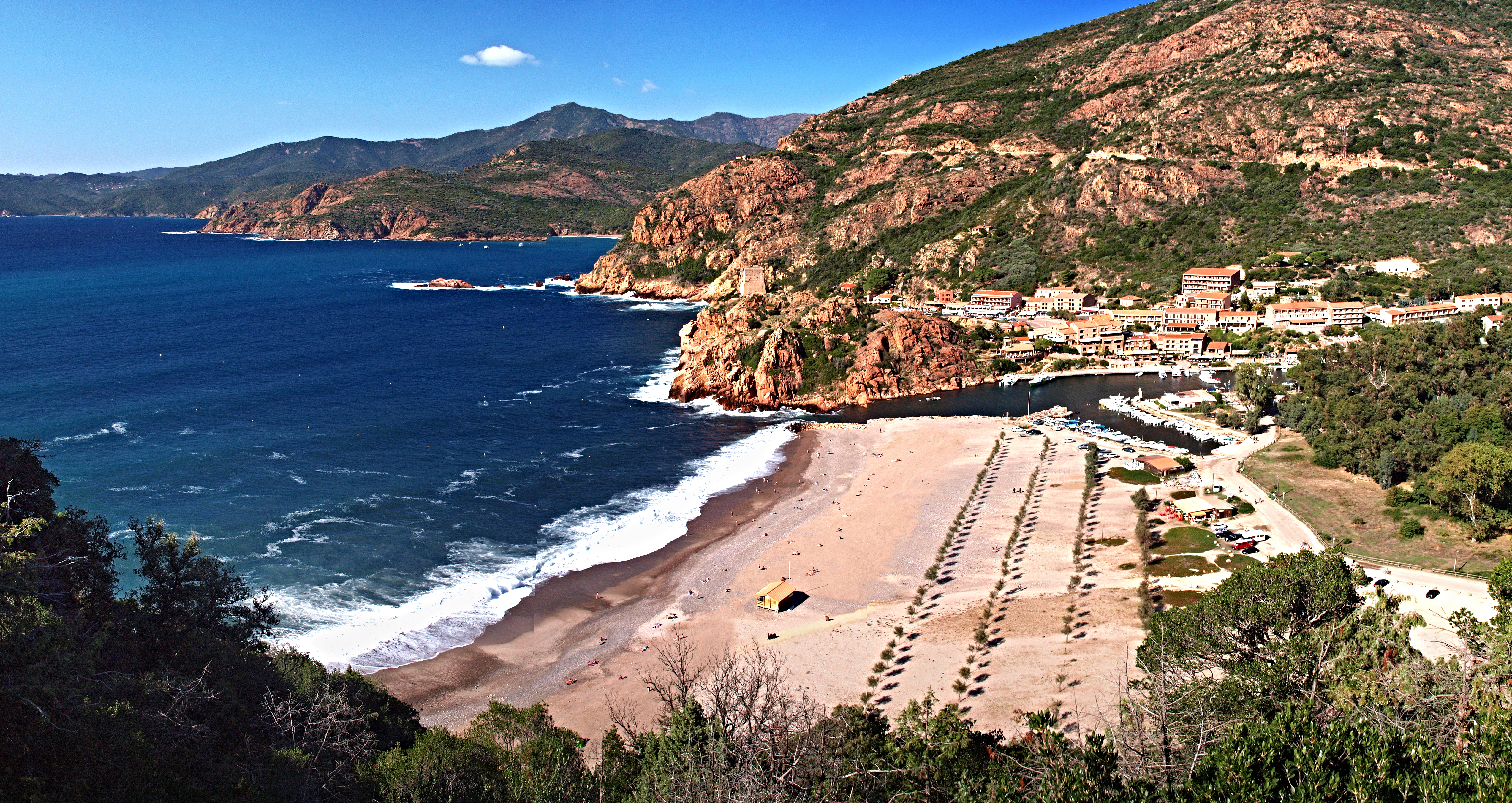
Vue de Porto.
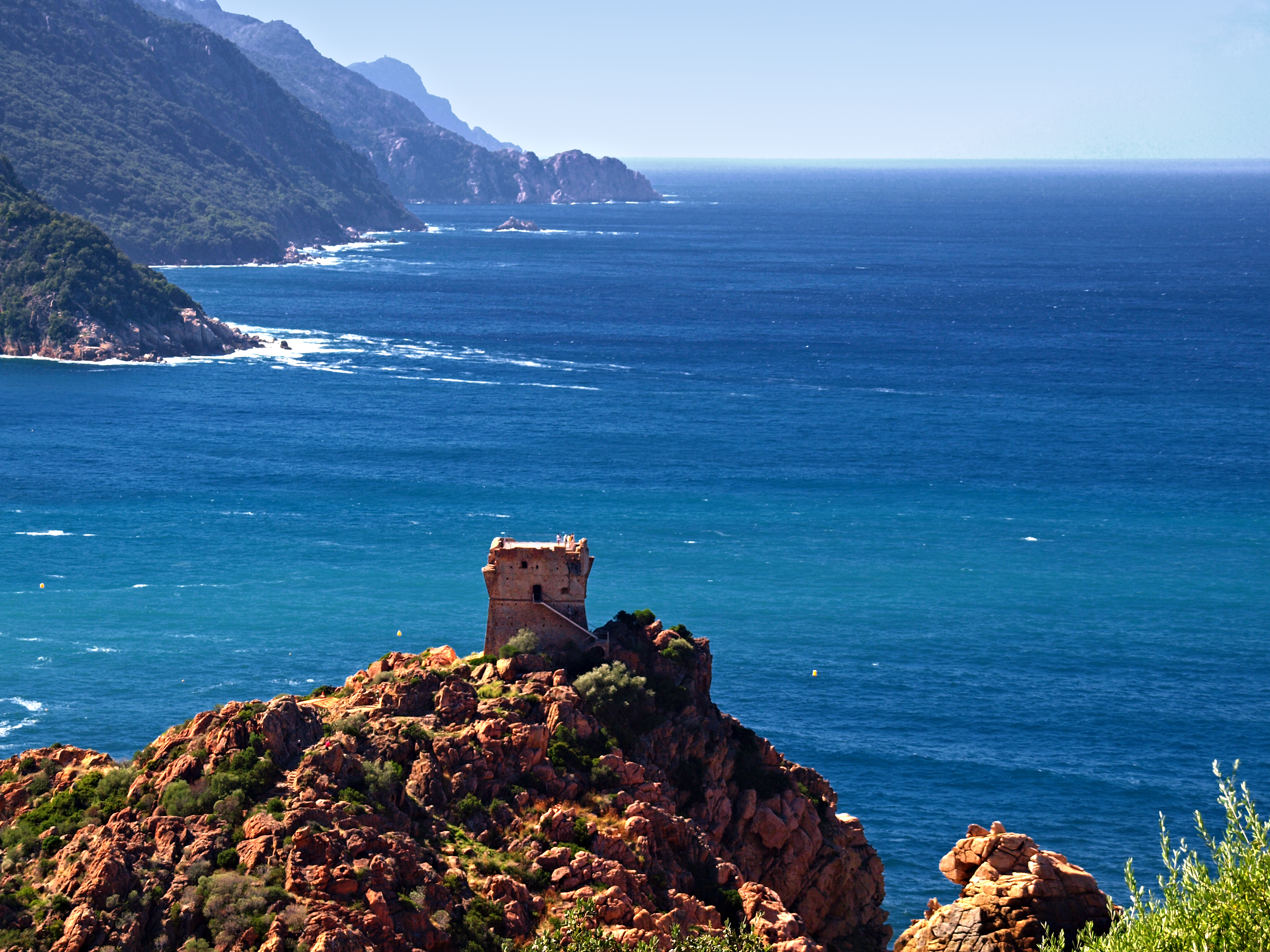
Rive sud du golfe
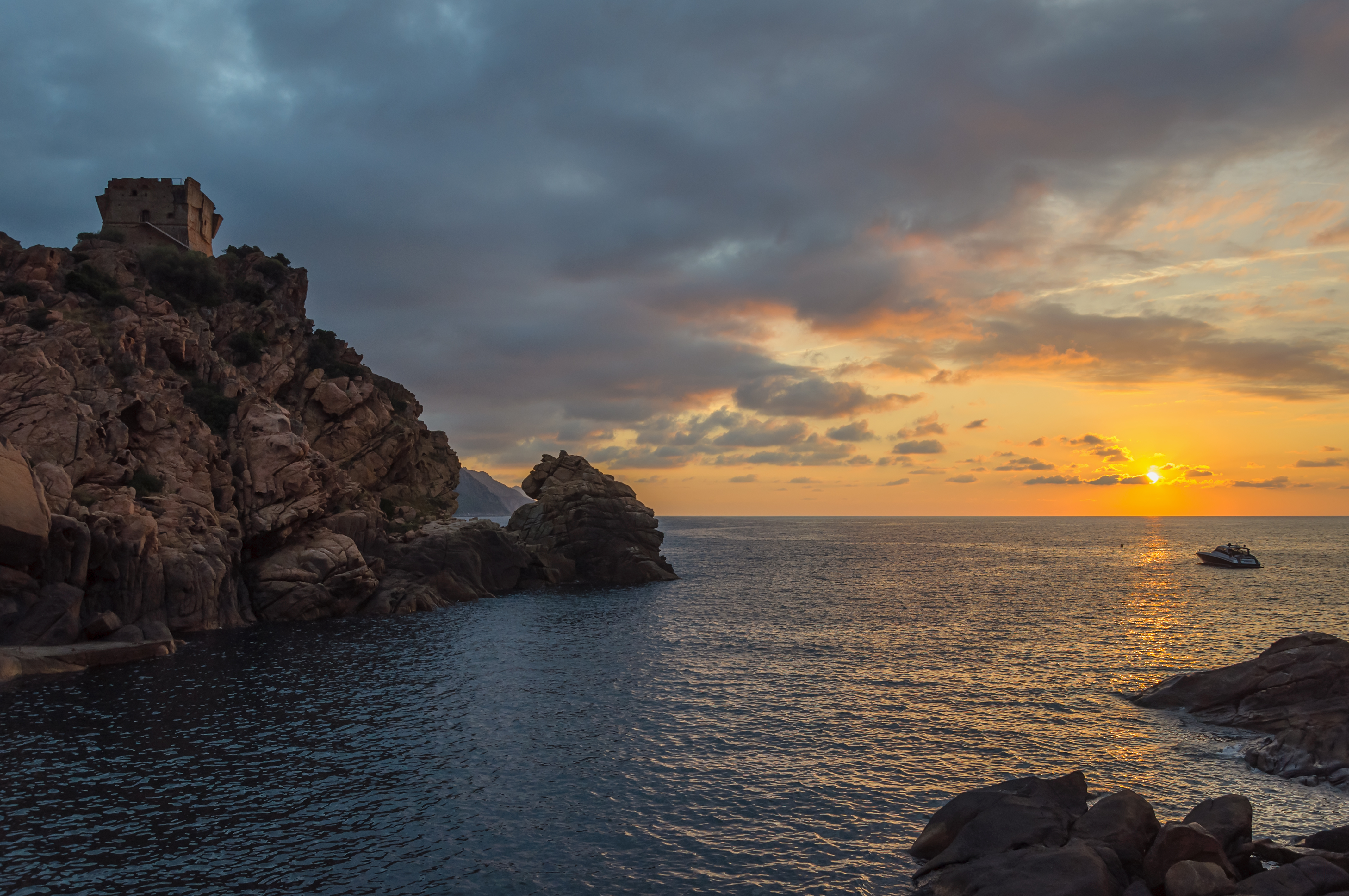
La tour génoise de Porto au soleil couchant
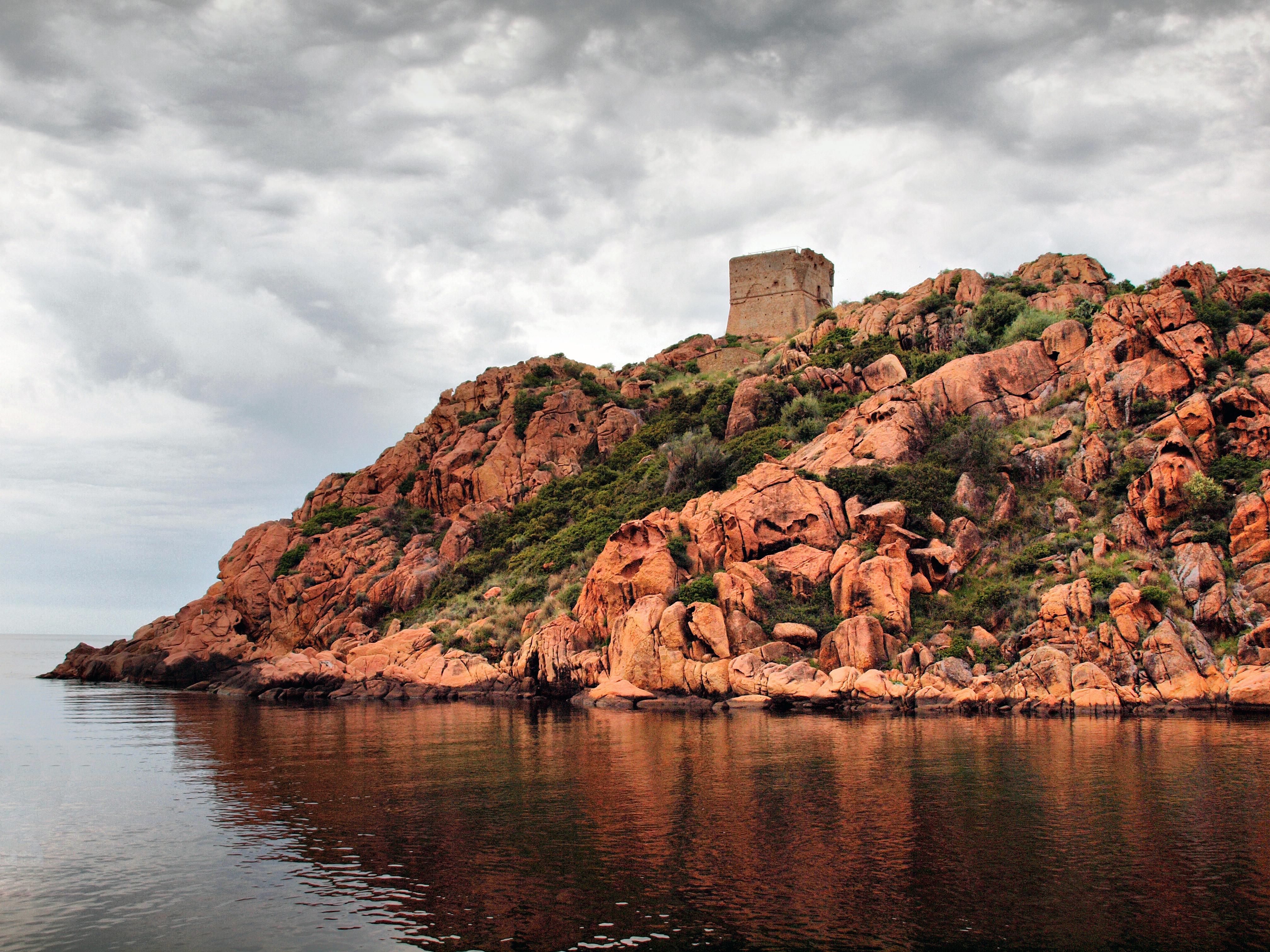
Autre vue de la tour